# Cyprideis mexicana
Cyprideis mexicana är en kräftdjursart som beskrevs av John Herman Sandberg 1964. Cyprideis mexicana ingår i släktet Cyprideis och familjen Cytherideidae. Inga underarter finns listade i Catalogue of Life.